# 2. American-Football-Bundesliga 1993
Dieser Artikel gibt einen Überblick über die German Football League 2 1993, die damals noch als American Football Zweite Bundesliga in vier Gruppen ausgespielt wurde.
In der Zweiten Bundesliga sahen sich die Vereine 1993 mit der Situation konfrontiert, dass aufgrund der anstehenden schrittweisen Verkleinerungen der 1. Bundesliga 1993, die bis dato (und heutzutage als German Football League wieder) in zwei Gruppen mit je acht Mannschaften spielte, im Extremfall nur für zwei der insgesamt acht Teams der Zweitliga-Gruppen ein Klassenerhalt vorgesehen war, da aus der 1. Bundesliga 1993 ggf. mehrere Teams für 1994 in die eine der beiden untergeordneten ebenfalls verkleinerten Zweitligagruppen absteigen sollten, und zudem Regionalligisten aufsteigen können sollten.
Einige Teams peilten daher gleich den Gruppen-Titel und den nach Relegationsspielen möglichen Erstliga-Aufstieg an.

## Reguläre Saison

### Gruppe Nord
Spielergebnisse
|                        | BBA   | BBE   | BL    | HI    | KBH   |
| ---------------------- | ----- | ----- | ----- | ----- | ----- |
| Berlin Bandits         |       | 14:48 | 07:42 | 67:21 | 06:12 |
| Berlin Bears           | 14:70 |       | 61:14 | 46:25 | 50:00 |
| Braunschweig Lions     | 32:19 | 27:21 |       | 41:27 | 28:14 |
| Hildesheim Invaders    | 17:28 | 07:43 | 14:28 |       | 30:20 |
| Kiel Baltic Hurricanes | 35:00 | 36:33 | 08:31 | 36:20 |       |

Tabelle
|    | Verein                 | Spiele | S | V | U | Bilanz | Punkte  | Diff. |
| -- | ---------------------- | ------ | - | - | - | ------ | ------- | ----- |
| 1. | Braunschweig Lions     | 8      | 7 | 1 | 0 | 14:20  | 226:170 | 0+56  |
| 2. | Berlin Bears           | 8      | 6 | 2 | 0 | 12:40  | 316:130 | +186  |
| 3. | Kiel Baltic Hurricanes | 8      | 4 | 4 | 0 | 8:8    | 161:198 | 0−37  |
| 4. | Berlin Bandits         | 8      | 2 | 6 | 0 | 04:12  | 148:221 | 0−73  |
| 5. | Hildesheim Invaders    | 8      | 1 | 7 | 0 | 02:14  | 161:309 | −148  |

Erläuterungen: Relegation; Abstieg

### Gruppe West
Spielergebnisse
|                      | BLR   | CB      | DD    | DB    | LL    | TS    | TJ    |
| -------------------- | ----- | ------- | ----- | ----- | ----- | ----- | ----- |
| B. Löwen Remscheid   |       | ausgef. | 50:00 | 28:21 | 00:24 | 03:41 | 0:7   |
| Cologne Bears        | 41:14 |         | 46:14 | 53:00 | 46:00 | 16:80 | 44:00 |
| Duisburg Dockers     | 03:40 | 00:47   |       | 00:10 | 06:26 | 00:30 | 00:61 |
| Düsseldorf Bulldozer | 07:33 | 14:43   | 32:70 |       | 6:7   | 21:10 | 00:31 |
| Leverkusen Leopards  | 14:12 | 03:36   | 23:0  | 14:26 |       | 24:13 | 3:6   |
| Techkenburg Silverb. | 22:13 | 00:23   | 39:00 | 23:14 | 00:13 |       | 38:90 |
| Troisdorf Jets       | 22:27 | 7:7     | 13:00 | 13:30 | 27:00 | 14:00 |       |

Tabelle
|    | Verein                    | Spiele | S  | V  | U | Bilanz | Punkte  |
| -- | ------------------------- | ------ | -- | -- | - | ------ | ------- |
| 1. | Cologne Bears             | 11     | 10 | 0  | 1 | 21:10  | 402:600 |
| 2. | Troisdorf Jets            | 12     | 8  | 3  | 1 | 17:70  | 210:122 |
| 3. | Leverkusen Leopards       | 12     | 7  | 5  | 0 | 14:10  | 151:178 |
| 4. | Tecklenburg Silverbacks   | 12     | 6  | 6  | 0 | 12:12  | 224:150 |
| 5. | Bergische Löwen Remscheid | 11     | 5  | 6  | 0 | 10:12  | 220:202 |
| 6. | Düsseldorf Bulldozer      | 12     | 4  | 8  | 0 | 08:16  | 154:262 |
| 7. | Duisburg Dockers          | 12     | 0  | 12 | 0 | 00:24  | 030:417 |

Erläuterungen: Relegation; Abstieg

### Gruppe Mitte
Favorit der Liga waren die Frankfurt Gamblers. Der Nachfolgeverein der Frankfurter Löwen, des 1977 gegründeten ersten deutschen Footballteams und zweifachen deutschen Meisters, hatte vom Football-Boom profitiert, den die US-Profis der Frankfurt Galaxy 1991 und 1992 erzeugt hatten. Nach dem vorübergehenden Rückzug der US-Liga wollten europäische Unternehmer die Lücke semiprofessionell nutzen und investierten in Großstadtvereine.
Spielergebnisse
|                          | BW    | DD    | FG    | KW    | MR    | SHU   | SS    | US    |
| ------------------------ | ----- | ----- | ----- | ----- | ----- | ----- | ----- | ----- |
| Backnang Wolverines      |       | 36:70 | 12:34 | 65:30 | 36:00 | 32:14 | 25:40 | 20:0* |
| Darmstadt Diamonds       | 39:60 |       | 06:12 | 35:00 | 45:60 | 32:21 | 17:10 | 56:16 |
| Frankfurt Gamblers       | 29:60 | 27:19 |       | 40:60 | 34:12 | 48:70 | 12:13 | 13:00 |
| Kaiserslautern Warriors  | 08:28 | 14:29 | 06:45 |       | 14:26 | 14:21 | 19:36 | 18:30 |
| Mannheim Redskins        | 22:47 | 07:47 | 11:31 | 14:25 |       | 47:35 | 06:27 | 19:29 |
| Schwäbisch Hall Unicorns | 32:52 | 07:27 | 17:21 | 20:0* | 25:28 |       | 07:28 | 32:20 |
| Stuttgart Scorpions      | 07:14 | 31:19 | 07:17 | 54:60 | 33:00 | 33:00 |       | 34:30 |
| Ulm Sparrows             | 17:33 | 00:19 | 13:31 | 20:0* | 47:14 | 06:13 | 00:37 |       |

* Wertung.
Abschlusstabelle
|    | Verein                   | Sp | G  | V  | U | Punkte | TD      | Diff. |
| -- | ------------------------ | -- | -- | -- | - | ------ | ------- | ----- |
| 1. | Frankfurt Gamblers       | 14 | 13 | 1  | 0 | 26:20  | 393:125 | +268  |
| 2. | Stuttgart Scorpions      | 14 | 11 | 3  | 0 | 22:60  | 390:145 | +245  |
| 3. | Darmstadt Diamonds       | 14 | 10 | 4  | 0 | 20:80  | 397:193 | +204  |
| 4. | Backnang Wolverines      | 14 | 10 | 4  | 0 | 20:80  | 412:252 | +160  |
| 5. | Schwäbisch Hall Unicorns | 14 | 4  | 10 | 0 | 08:20  | 251:388 | −137  |
| 6. | Ulm Sparrows             | 14 | 3  | 11 | 0 | 06:22  | 174:349 | −175  |
| 7. | Mannheim Redskins        | 14 | 3  | 11 | 0 | 06:22  | 212:475 | −263  |
| 8. | Kaiserslautern Warriors  | 14 | 2  | 12 | 0 | 04:24  | 133:436 | −303  |

Erläuterungen: Relegation; Abstieg
Tie-Breaker aufgrund des jeweils gewonnenen direkten Vergleichs: Darmstadt vor Backnang, Ulm vor Mannheim

### Gruppe Süd
Spielergebnisse
|                     | EB    | 88    | FB    | KA    | LD    | SW    | SA    |
| ------------------- | ----- | ----- | ----- | ----- | ----- | ----- | ----- |
| Erding Bulls        |       | 28:12 | 18:20 | 30:15 | 38:32 | 22:30 | 20:0* |
| Fürth 88'ers        | 08:30 |       | 20:16 | 15:23 | 19:21 | 18:00 | 08:22 |
| Fürth Buffalos      | 00:30 | 07:14 |       | 30:15 | 07:23 | 13:00 | 31:20 |
| Königsbrunn Ants    | 12:26 | 13:12 | 00:17 |       | 28:70 | 21:19 | 35:13 |
| Landshut Dragons    | 10:42 | 12:13 | 03:13 | 58:00 |       | 36:21 | 27:00 |
| Simbach Wildcats    | 21:32 | 30:40 | 40:19 | 57:60 | 46:60 |       | 20:00 |
| Starnberg Argonauts | 00:51 | 06:27 | 14:24 | 08:18 | 6:8   | 03:54 |       |

Abschlusstabelle
|    | Mannschaft          | Spiele | G  | V | U  | Bilanz | Punkte  | Diff. |
| -- | ------------------- | ------ | -- | - | -- | ------ | ------- | ----- |
| 1. | Erding Bulls        | 12     | 11 | 1 | 0  | 22:20  | 367:142 | +225  |
| 2. | Fürth 88'ers        | 12     | 6  | 6 | 0  | 12:12  | 206:208 | +0−2  |
| 3. | Landshut Dragons    | 12     | 6  | 6 | 0  | 12:12  | 243:231 | 0+12  |
| 4. | Fürth Buffalos      | 12     | 6  | 6 | 0  | 12:12  | 179:197 | 0−18  |
| 5. | Königsbrunn Ants    | 12     | 6  | 6 | 0  | 12:12  | 200:278 | 0−78  |
| 6. | Simbach Wildcats    | 12     | 6  | 6 | 0  | 12:12  | 338:216 | +122  |
| 7. | Starnberg Argonauts | 12     | 0  | 1 | 11 | 02:22  | 092:303 | −211  |

Erläuterungen: Relegation; Abstieg

## Aufstiegsrelegation

### Nord
| Braunschweig Lions – Cologne Bears | 20:17 |
| Cologne Bears – Braunschweig Lions | 13:12 |

### Süd
| Erding Bulls – Frankfurt Gamblers | 20:3   |
| Frankfurt Gamblers – Erding Bulls | 28:8** |

** Das Spiel wurde 20:0 für Erding gewertet

## 1994
Die Backnang Wolverines durften als Nachrücker 1994 nochmal in der 2. Bundesliga Mitte antreten, anstatt der Frankfurt Gamblers, die nach Regelverstoß in der Relegation weder aufsteigen durften noch erneut zweitklassig spielen wollten und in die neue semiprofessionelle Football League of Europe wechselten.
Aus der 1. Bundesliga Süd stiegen die Badener Greifs und Bad Homburg Falken ab, Stuttgart Scorpions und Darmstadt Diamonds hielten ebenfalls die Klasse, während aus den Regionalligen die Rüsselsheim Razorbacks und Dillingen Steelhawks aufstiegen. Somit gab es 1994 in der Gruppe Mitte sieben Zweitligisten.
Die Scorpions stiegen wieder auf, Darmstadt und Rüsselsheim blieben zweitklassig, Backnang belegte erneut den vierten Platz, spielte 1995 aber in der viertklassigen Oberliga Baden-Württemberg. Die Badener Greifs und Dillingen Steelhawks gingen in die neue Regionalliga Mitte, die Bad Homburg Falken lösten sich auf.